# Marianne Tischler
Marianne Tischler, nota anche con lo pseudonimo di Manina (Vienna, 11 settembre 1918 – Venezia, 14 gennaio 2010), è stata un'artista austriaca.

## Biografia
Marianne Tischler era figlia del pittore espressionista austriaco Viktor Tischler (1890–1951), di origine ebraica, e della cantante lirica viennese Mathilde Ehrlich.
Viktor Tischler nel 1918 fu cofondatore dell'associazione viennese artisti ebrei Neue Vereinigung e dal 1920 membro dello Hagenbund, gruppo di artisti austriaci formatosi nel 1899, che prendeva il nome da Herr Haagen, il proprietario di una locanda presso la quale pittori, scultori e architetti spesso si incontravano per discutere in libertà. Nel 1935 Tischler ricevette un prestigioso premio nazionale austriaco.
La madre di Marianne cantava come mezzosoprano e come soprano leggero presso l'opera di Berlino e la Wiener Staatsoper, protagonista fra l'altro di Madama Butterfly.
Nel 1928 la famiglia Tischler si trasferì a Parigi, dove Marianne frequentò i circoli artistici. Già a 14 anni venne ritratta dal fotografo Erwin Blumenfeld, che compose Manina ou L'âme du torse, e che nel 1936 eseguì una serie di cartoline artistiche che la riproducevano. Fin da piccola l'artista aveva scelto per sé lo pseudonimo esotico "Manina", che le riusciva più facile pronunciare rispetto a "Marianne".
Nel 1937 Manina sposò lo scrittore, attore e sceneggiatore ceco Robert Thoeren (1903-1957). Con il profilarsi delle Leggi di Norimberga gli sposi emigrarono a Los Angeles nel 1938, ancora prima del cosiddetto Anschluss. Thoeren negli Stati Uniti d'America ebbe successo come sceneggiatore. Negli Stati Uniti Marianne conobbe altri emigranti europei, incontrò Max Ernst e nel 1940, anno di nascita della figlia Nina, venne ritratta a Hollywood dal fotografo Man Ray.
Dopo una breve formazione come scultrice, dal 1941 Marianne si dedicò alla pittura e nel 1948 iniziò a creare disegni. Il primo di questi, eseguito con la tecnica del guazzo, si intitolava Daphne. Nel 1949 si trasferì a New York dopo la separazione da Thoeren. Grazie all'intercessione del poeta e critico letterario Eugene Jolas, nel 1951 Manina allestì la prima mostra personale di disegni presso la galleria Hugo. L'esposizione venne fra gli altri recensita sul New York Tribune da Emily Genauer, che nel 1974 ottenne il Premio Pulitzer per il miglior giornalismo di critica. In seguito Marianne soggiornò due anni a Londra, e nel 1954 si trasferì a Venezia, città che su di lei esercitava una forza di attrazione magica.
A Venezia Manina conobbe anche il poeta francese Alain Jouffroy, che sposò poco dopo, e che le dedicò una serie di poesie. In particolare, nella raccolta Eau sous terre (Gallimard, Parigi, 2005) ciascuna poesia di Jouffroy è ispirata a un disegno della moglie. Tramite Jouffroy entrò in contatto con i surrealisti francesi. La pittura di Marianne da quel momento veicolò un'atmosfera magico-onirica, caratteristica della corrente artistica del surrealismo. Lo stesso André Breton la indicò come "surrealista nata", e in occasione della mostra di Manina del 1952 presso la galleria Cocteau, Breton si riferì alla sua opera quale "pura poesia del surreale".
Dopo la morte della figlia Nina, uccisa al Campus di Los Angeles nel 1960, Manina si ritirò nella sua casa sull'isola della Giudecca, in cui trascorse anche gli ultimi anni della propria vita.

## Esposizioni
Le opere di Manina, dopo le due mostre personali degli anni 1951 e 1952 presso la Hugo Gallery di New York, vennero esposte soprattutto in Europa: a Londra (Brook Street Gallery, 1952; Trafford Gallery, 1953), Parigi (Galerie Cocteau, 1952; mostra collettiva presso il Musée de l’Art Moderne, 1958; Galéries Fürstenberg e Codier, 1959; Galérie Les Quattre Saisons, 1960), Ginevra (Galérie Athenée,1956) e Copenaghen (Galerie Passepartout, 1963).
Manina espose anche in diverse città italiane: Torino (Galleria Martano, 1965), Milano (Galleria Solaria, 1970; Galleria Borgonuovo, 1971), Roma (Galleria Fiamma Vigo, 1974), Bologna (Centro Espositivo Nucleo Arte, 1979) e soprattutto Venezia (Galleria Bevilacqua La Masa, 1955 e 1962; Ca' Giustinian a Palazzo Giustinian, 1964).
Nel 1986 le opere di Manina vennero esposte alla XLII Biennale di Venezia, nel settore Spazio, arte e alchimia e Wunderkammer, compreso nel tema dedicato in quell'anno ad Arte e Scienza.
Nel 1989 Marianne Tischler partecipò alla mostra I Surrealisti, tenutasi al Palazzo Reale di Milano, e nel 1994 a I Phantastistici, esposizione presso il Centro culturale "Le Zitelle" di Venezia. Ancora a Venezia, nel 1999 le sue opere vennero esposte nell'ambito di "Veneziarte". Nel 2003 ebbe luogo a Vienna presso il "Brick 5" ("Associazione per la promozione dell'arte e della tecnica multimediali") una mostra biografica intitolata Manina - Da Hollywood al Surrealismo. Il racconto di un viaggio attraverso il tempo. In tale occasione vennero esposte opere sia di Marianna (dipinti a olio e disegni) sia del padre Victor Tischler.
Nel 2000 Vera e Arturo Schwarz esposero il dipinto ad olio di Manina Le vol de lupté (1958) in occasione della mostra Dreaming with Open Eyes, frutto della donazione al Museo d'Israele della loro collezione di arte Dada e surrealista.
L'ultima esposizione di Marianne Tischler si tenne dal 22 maggio al 30 giugno 2005 presso Palazzo Albrizzi a Venezia, con il titolo Surreale realtà nel mondo di Manina.